# Trein 16.50
Trein 16.50 (originele titel: 4.50 from Paddington) is een detectiveverhaal van Agatha Christie. Het werk verscheen voor het eerst in 1957 in het Verenigd Koninkrijk en werd gepubliceerd door Collins Crime Club. In de Verenigde Staten werd het boek ook in 1957 uitgebracht door Dodd, Mead and Company onder de titel What Mrs McGillicuddy Saw!. Sinds 1958 is het boek in het Nederlands verkrijgbaar en wordt het verspreid door Luitingh-Sijthoff.

## Verhaal
Juffrouw Elspeth McGillicuddy zit op de trein op weg naar haar vriendin Jane Marple. Naast haar rijdt een andere trein waarin ze ziet hoe een vrouw door een man wordt vermoord. De vrouw had blonde haar en droeg een bontmantel. De man was groot, maar ze zag hem enkel van op zijn rug.  Elspeth licht de treinbegeleider in, maar hij gelooft haar niet in tegenstelling tot Jane Marple.
Omdat er de volgende dag geen bericht in de krant staat over een gevonden lichaam in de trein, maakt Marple een gedetailleerd overzicht waar die betreffende trein op welk ogenblik was. Zo komt ze tot de conclusie dat het lichaam wellicht uit de trein werd gegooid ter hoogte van Rutherford Hall. Daar zoekt men toevallig een nieuwe huishoudster, dus stuurt Marple haar vriendin Lucy Eyelesbarrow - die de functie krijgt - er heen met de bedoeling op zoek te gaan naar het lichaam.
Rutherford Hall wordt bewoond door Luther Crackentorpe, een weduwnaar. Hij heeft vier zonen, twee dochters en een kleinzoon. Luthers vader kon niet overweg met zijn zoon, vandaar dat hij in zijn testament liet opnemen dat het vastgoed wordt geërfd door Alexander. Luther krijgt elke maand een bepaald bedrag van de financiële erfenis. Wanneer Luther sterft, dient het restant te verdeeld worden onder Luthers kinderen. Luthers vader is ondertussen dood, maar de kinderen van Luther lijken ook allemaal te sterven voor Luther zelf. Zoon Edmund stierf tijdens de Tweede Wereldoorlog en dochter Edith is ondertussen ook overleden. Edith heeft een zoon, Alexander. Cedric is verhuisd naar Ibiza, Harold is een getrouwde bankier, Alfred is een duistere zakenman. Ten slotte is er nog Emma die bij haar vader woont.
Tijdens haar vrije tijd gaat Lucy op het terrein van Rutherford Hall golfen, met de bedoeling op zoek te gaan naar aanwijzingen.  Zo vindt ze restanten van een bontjas in de bosjes. Later vindt Lucy het lijk in een sarcofaag. De politie start een onderzoek en ondervraagt Emma. Zij ontving twee brieven. De eerste brief kwam van Edmund enige tijd voordat hij in Duinkerke stierf. In die brief stond dat Edmund ging trouwen met Martine. De tweede brief kreeg ze enkele weken geleden en kwam van Martine met de melding dat zij de familie van haar overleden echtgenoot wou ontmoeten. Deze tweede brief is spoorloos en Martine is niet opgedaagd op het moment dat ze volgens de brief werd verwacht. De politie identificeert de vrouw als zijnde Martine tot wanneer iemand opmerkt dat Martine met Edmund nooit getrouwd kon zijn geweest.
Niet veel later sterft Alfred: de currysaus - door Lucy gemaakt - bevatte arseen. Harold sterft ten gevolge van aconitine dat in zijn medicijnen - voorgeschreven door dokter Quimper - werd gevonden.
Miss Marple wil de gehele familie ontmoeten dus wordt er een theekransje georganiseerd waarop Elspeth ook uitgenodigd is. Jane dreigt te stikken in een vispasteitje waarop dokter Quimper onmiddellijk in actie treedt. Net op dat ogenblik komt Elspeth de kamer binnen en ze herkent onmiddellijk Quimper als zijnde de man die de vrouw in de trein vermoordde. Jane geeft toe dat ze zich niet had verslikt, maar dat dit opgezet spel was omdat ze dacht dat Elspeth de dader zou herkennen wanneer deze in eenzelfde pose zou staan als tijdens de moord in de trein.
Quimper had een affaire met Emma, maar zijn vrouw wilde niet scheiden. Daarom vermoordde Quimper zijn vrouw in de trein. Omdat hij op geld belust is, vermoordde hij zoveel kinderen van Luther omdat Emma dan meer zou erven. Nu blijkt dat hij het avondeten van Cedric ook zou vergiften waardoor Emma al het overgebleven geld zou erven. Daar blijft het niet bij, want Quimper zou haar ook doden enige tijd nadat ze die erfenis in handen had.

## Verfilming
- In 1961 werd het boek verfilm onder de titel Murder, She Said met Margaret Rutherford als Miss Marple.
- In 1987 werd het boek verfilmd voor de BBC-reeks Miss Marple met Joan Hickson als Miss Marple. In deze verfilming zijn een aantal zaken gewijzigd waaronder: 
  - Er wordt niet vermeld hoe Cedric vermoord zou worden.
  - Alfred sterft niet, maar heeft wel een dodelijke ziekte opgelopen.
  - Harold wordt niet vergiftigd via medicijnen, maar neergeschoten tijdens de jacht.
- In 2004 werd het boek verfilmd voor de ITV-reeks Agatha Christie's Marple met Geraldine McEwan als Miss Marple. Ook hier zijn er enkele wijzigingen waaronder
  - Quimper heeft niet de intentie om Emma te vermoorden nadat ze het geld zou erven.
  - Quimper vermoordt enkel zijn vrouw en Alfred.
  - Edmund kwam niet om in Duinkerke, maar wel in een duikboot.
  - Edmund trouwde effectief met Martine en zij ontmoette de familie. Daarbij werd ze verkracht door Harold.
- In 2008 werd het boek verfilmd door Pascal Thomas als Le crime est notre affaire waarbij Marple vervangen werd door Tommy en Tuppence